# Hu Xiatao
Hu Xiatao (30 de junho de 1981) é uma basquetebolista profissional chinesa.

## Carreira
Hu Xiatao integrou a Seleção Chinesa de Basquetebol Feminino, em Atenas 2004 que terminou na nona colocação. 